# Menars
Menars é uma comuna francesa na região administrativa do Centro, no departamento Loir-et-Cher. Estende-se por uma área de 4,52 km². Em 2010 a comuna tinha 644 habitantes (densidade: 142,5 hab./km²).